# Gastromyzon ornaticauda
Gastromyzon ornaticauda är en fiskart som beskrevs av Tan och Martin-smith, 1998. Gastromyzon ornaticauda ingår i släktet Gastromyzon och familjen grönlingsfiskar. Inga underarter finns listade i Catalogue of Life.